# Base aérienne de Vesseloïe
La base aérienne de Vesseloïe  (russe : Весёлое (аэродром) est une base située près de la ville de Vil'ne du raïon de Djankoï en Crimée.

## Histoire
C'est une base utilisée la flotte de la mer Noire qui a été créée en 1940 par la Luftwaffe sous le nom de Djankoï 5.

### Invasion de l'Ukraine par la Russie
La base est réactivée à partir de septembre 2002. Le 24 juillet 2023 la base a été la cible d'une attaque de drones.

## Situation
| Berdiansk Oujhorod Brody Ouman Kanatove Konotop Djankoï Tchouhouïv Kryvyï Rih Donetsk Sébastopol DniproVesseloïeBaheroveHorodokChersonèseGvardeïskoïeKatchaIvano-Frankivsk Izmaïl JovtneveJytomyr Koulbakino Kharkiv · Charcovie Khmelnytskyï Kherson KrementchoukKiev/Kyïv · Jouliany Kiev/Kyïv · Boryspil Kryvyï Rih Kolomya Loutsk Louhansk LvivMarioupol Mykolaïv Myrhorod Nijyn Odessa Poltava Rivne Sambir Simferopol Starokostiantyniv Tchernivtsi Vinnytsia Zaporijjia |